# Panegíric
Un panegíric és un discurs i un gènere literari al qual s'elogia una persona, antigament l'emperador romà o un alt càrrec imperial. Al cas d'un doctorat o doctorat honoris causa s'utilitza més aviat la locució llatina de laudatio, del llatí laudare, lloar, que té una estructura semblant.
El nom deriva dels discursos dels panegiris,una mena de festa major. Va ser molt corrent als segles iv i v. Un exemple de panegíric és la lloança a l'Imperi romà d'Aristides d'Atenes. Aquest gènere literari té com a centre l'exaltació de les virtuts i els fets rellevants d'un personatge, lloc, esdeveniment o qualsevol altre efemèride.
Les parts del discurs el componen: 
- L'exordi per justificar l'acte en si
- La demostració per relatar cadascuna d'aquestes virtuts
- L'epíleg com el final apoteòsic d'aquesta efemèride

Un bon epíleg de panegíric ha d'incloure tota mena de figures retòriques i de figures d'estil i totes sota el comú denominador de l'amplificació del discurs i de l'ornament estilístic. Tot el que en el discurs estilístic era mesurada seriosa, aquí ha de ser absolutament exagerat, teatralitzat i amb tota mena d'ornaments gestuals, de to, de veu exultant i tot això per enaltir com més millor al personatge o esdeveniment que estem lloant.
És un discurs típicament literari, com que sh'i fan servir tota mena de jocs de paraules, expressions poètiques, comparacions brillants i musicalitat en l'expressió. L'oratio finis, quan l'homenatge és a una persona morta, aleshores es parla també d'obituari o d'in memoriam que és una mena de panegíric.